# Емельянов, Лев Александрович
Лев Александрович Емельянов (3 августа 1925, Сызрань, Ульяновская губерния — 1 сентября 1976, Ленинград) — начальник партии экспедиции № 186 предприятия № 10 Главного управления геодезии и картографии при Совете Министров СССР, город Ленинград. Участник Великой Отечественной войны и Герой Социалистического Труда.

## Биография
Лев Емельянов родился 3 августа 1925 года в городе Сызрань Сызранского уезда Ульяновской губернии. Отец Льва работал главным бухгалтером, а мать машинисткой. В 1933 году поступил в школу в городе Сызрань, а в 1936 году переведён в школу города Мурманск. В 1940 году поступил в Мурманский морской техникум Главного управления Северного морского пути при Совнаркоме СССР. В декабре 1941 года техникум был расформирован и Лев Емельянов был направлен в Управление гидрометеослужбы Северного флота матросом, а затем стал техником-гидрологом.
В январе 1943 года Лев Емельянов призван в армию. В январе—июне 1943 года обучался в полковой школе 2-го воздушно-десантного полка. В июне—августе 1943 года был автоматчиком 7-го воздушно-десантного полка, а с августа по октябрь 1943 года воевал в составе 282-го стрелкового полка. В октябре 1943 года был назначен командиром отделения моторизованного батальона автоматчиков 103-й гвардейской танковой бригады. В 1944—1945 годах старший сержант Лев Емельянов был назначен старшим писарем штаба моторизованного батальона автоматчиков 103-й гвардейской танковой бригады, а затем 65-й гвардейской танковой бригады 1-го Белорусского фронта. Принимал участие в освобождении Варшавы и взятии Берлина. Награждён орденом Красной звезды и медалями.
После войны Лев Емельянов продолжал службу в составе частей Группы советских оккупационных войск в Германии. В 1946—1947 годах он был заведующим секретным делопроизводством Политотдела 2-й гвардейской таковой армии. С 1947 по 1950 год был заведующим секретным делопроизводством Политотдела Группы советских оккупационных войск. В 1949 году вступил в Коммунистическую партию Советского Союза. В 1950 году окончил 10 классов общеобразовательной офицерской школы в городе Потсдам. В июне 1950 года демобилизован.
В 1953 году Лев Емельянов окончил Ленинградских топографический техникум и начал работать техником-геодезистом, а затем начальником партии в предприятии № 10 Главного управления геодезии и картографии при Совете Министров СССР в городе Ленинграде. В работе Емельянов освоил несколько видов топографо-геодезических работ и выполнял их на наиболее трудных участках Коми АССР и Урала, а также внёс вклад в совершенствовании процессов триангуляции и полигонометрии. 15 июня 1971 года указом Президиума Верховного Совета СССР за выдающиеся успехи, достигнутые в выполнении заданий восьмого пятилетнего плана по обеспечению развития районов Крайнего Севера топографо-геодезическими данными Льву Александровичу Емельянову присвоено звание Героя Социалистического Труда с вручением ордена Ленина и золотой медали «Серп и Молот».
Скончался 1 сентября 1976 года в городе Ленинград (ныне Санкт-Петербург) и был похоронен в городе Гатчина Ленинградской области.

## Награды
- Медаль «За боевые заслуги», 14 сентября 1944 года[3]
- Медаль «За отвагу», 9 февраля 1945 года[4]
- Орден Красной Звезды, 11 мая 1945 года[5]
- Медаль «За оборону Советского Заполярья»
- Медаль «За взятие Берлина»
- Медаль «За освобождение Варшавы»
- Медаль «За Варшаву 1939—1945»
- Орден Ленина, 15 июня 1971 года
- Медаль «Серп и Молот», 15 июня 1971 года